# Villarmentero de Esgueva (kommunhuvudort)
Villarmentero de Esgueva är en kommunhuvudort i Spanien.   Den ligger i provinsen Provincia de Valladolid och regionen Kastilien och Leon, i den centrala delen av landet, 160 km nordväst om huvudstaden Madrid. Villarmentero de Esgueva ligger 731 meter över havet och antalet invånare är 127.
Terrängen runt Villarmentero de Esgueva är platt österut, men västerut är den kuperad. Villarmentero de Esgueva ligger nere i en dal. Runt Villarmentero de Esgueva är det mycket glesbefolkat, med 5 invånare per kvadratkilometer. Närmaste större samhälle är Valladolid, 15,1 km väster om Villarmentero de Esgueva. Trakten runt Villarmentero de Esgueva består till största delen av jordbruksmark.